# La Rochette (Alpes-de-Haute-Provence)
Pour les articles homonymes, voir La Rochette.
La Rochette est une commune française, située dans le département des Alpes-de-Haute-Provence en région Provence-Alpes-Côte d'Azur.
Le nom de ses habitants est Rochettois.

## Géographie

### Localisation

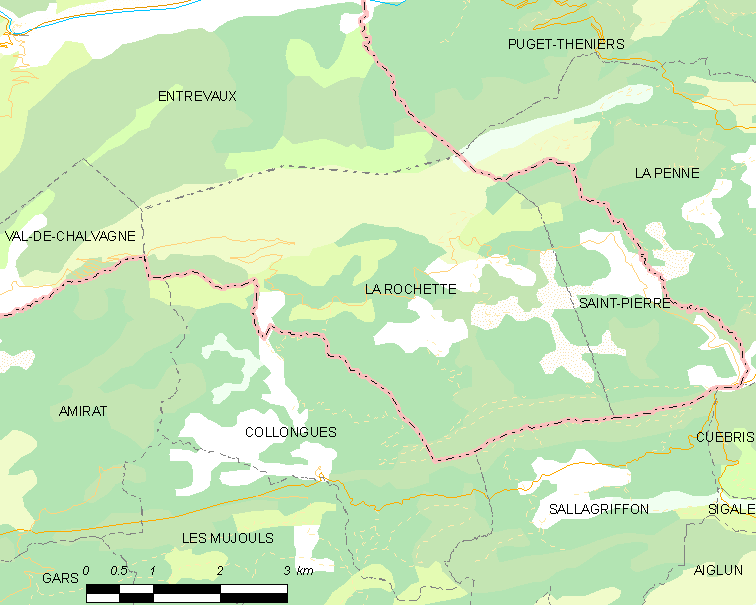
La Rochette et les communes voisines (Cliquez sur la carte pour accéder à une grande carte avec la légende).

La route qui vient de Saint-Pierre passe sous un porche taillé dans la montagne. Le village offre de beaux panoramas sur les Alpes-Maritimes.

### Relief

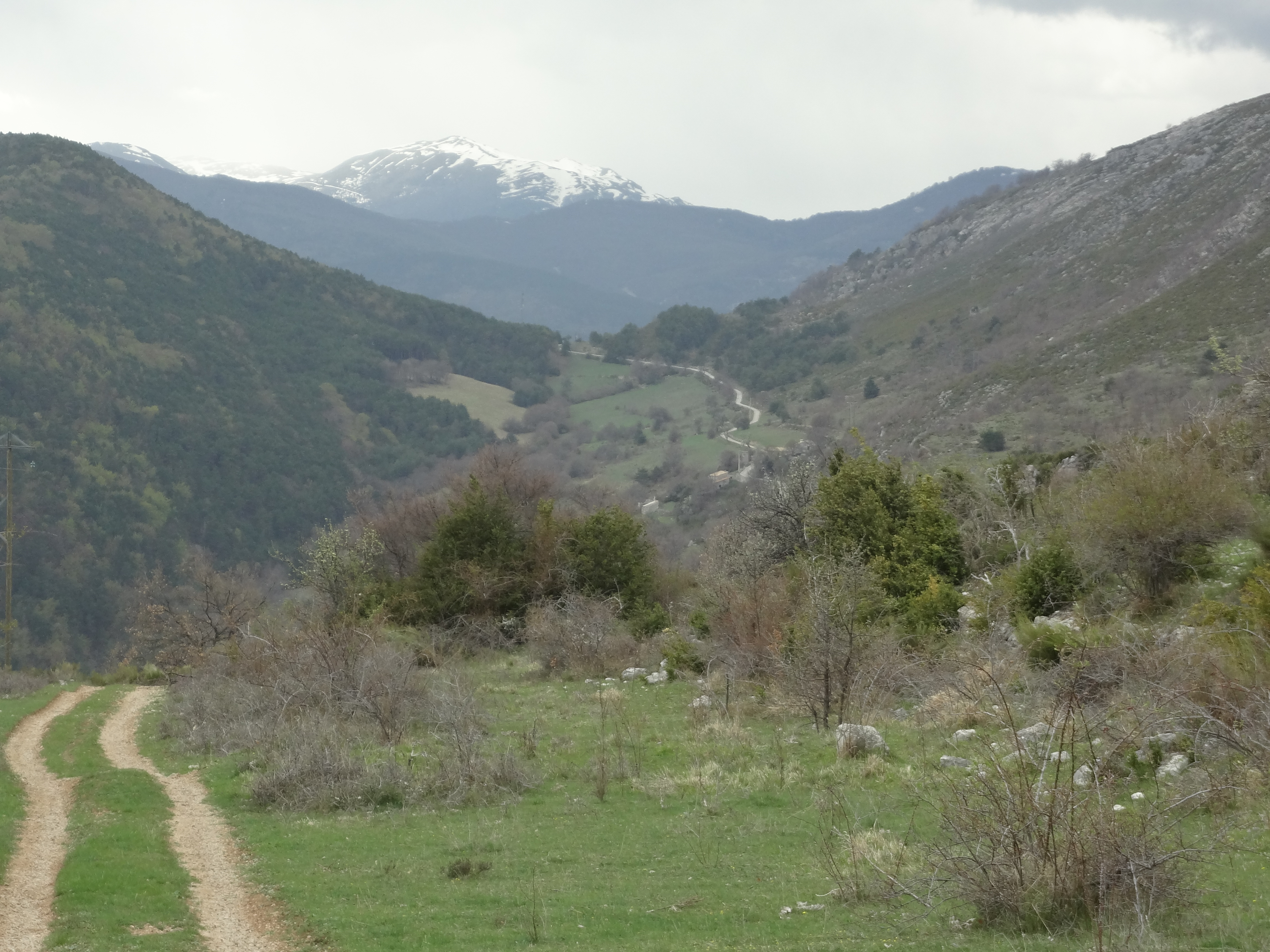
Col du Trébuchet, limite occidentale de la commune.

Le point culminant de la commune est le pic de Salomon (1 196 m).
Le Val de Chanan est délimité au nord par le massif du Gourdan, entre le col de Félines et le col Saint-Raphaël ; au sud par l'Esteron ; à l'ouest par les hauteurs d'Amirat et du Castellet-Saint-Cassien ; à l'est par la partie des territoires d'Ascros et de Cuebris qui bordent Saint-Antonin. La Rochette fait partie intégrante du val de Chanan qui était autrefois une seigneurie à part entière.
« Grandiosement enchâssé dans les replis de la zone dite des Barres, entre le Var et les hauts de l'Estéron, le Val de Chanan constitue l'un des plus beaux fleurons de l'ancien évêché de Glandèves. C'est un pays où l'eau, qui sort en abondance des nappes souterraines du Gourdan, arrose et fertilise de larges espaces cultivables dans un décor ambiant de petits vallons, de ravins sauvages, de chaînons et de plateaux rocailleux.
La masse vert-sombre des bois de pin, éclaircie çà et là par le feuillage des chênaies, les magnifiques restes de châtaigneraies séculaires, les grands damiers des champs et des prairies, le genêt et la lavande, le buis et les plantes aromatiques y drapent joliment, à la belle saison, dans un reposant assemblage, la nature tourmentée des roches sous-jacentes. », par Joseph-Antoine Durbec, « Le Chanan et ses environs. Aux confins des Alpes-Maritimes et de la Haute-Provence »,,.

### Géologie
Le village est accroché sur un flanc de montagne escarpé à 850 m d’altitude.
Le périmètre de protection de la Réserve naturelle géologique de Haute-Provence couvre également la commune de La Rochette.

### Hydrographie et les eaux souterraines

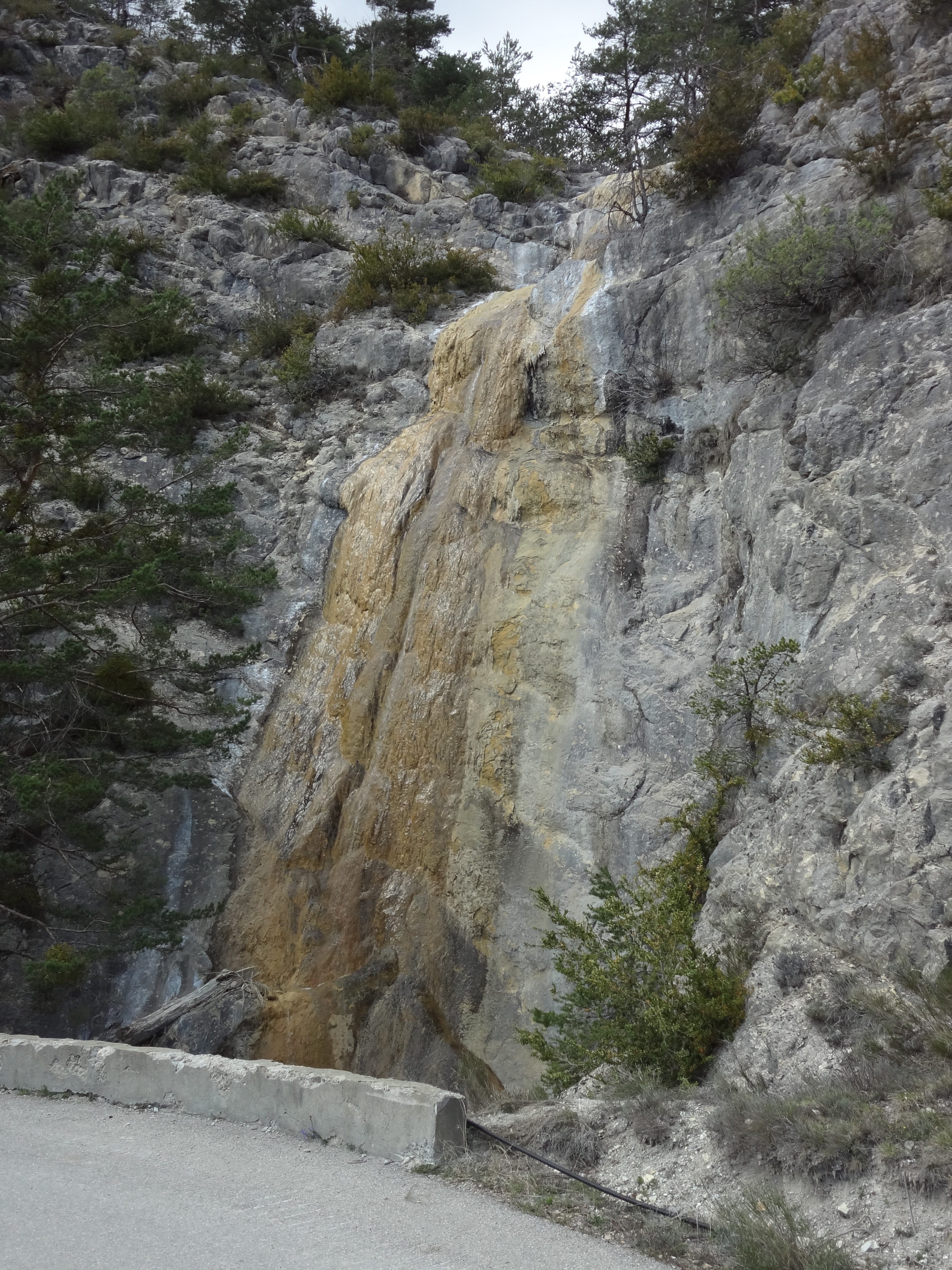
Cascade : là où elle coule, le calcaire gris tout autour prend une teinte jaune.

Cours d'eau sur la commune ou à son aval :
- rivière le Rioulan,
- vallons de l'ubac, de fontagne, de brins, de mardaric, des miolans, du raï, des moulières, du moulin,
- ravin de merle.

### Climat
Pour des articles plus généraux, voir Climat de Provence-Alpes-Côte d'Azur et Climat des Alpes-de-Haute-Provence.
En 2010, le climat de la commune est de type climat méditerranéen altéré, selon une étude du Centre national de la recherche scientifique s'appuyant sur une série de données couvrant la période 1971-2000. En 2020, Météo-France publie une typologie des climats de la France métropolitaine dans laquelle la commune est dans une zone de transition entre le climat de montagne et le climat méditerranéen et est dans la région climatique Var, Alpes-Maritimes, caractérisée par une pluviométrie abondante en automne et en hiver (250 à 300 mm en automne), un très bon ensoleillement en été (fraction d’insolation > 75 %), un hiver doux (8 °C) et peu de brouillards.
Pour la période 1971-2000, la température annuelle moyenne est de 11,7 °C, avec une amplitude thermique annuelle de 16 °C. Le cumul annuel moyen de précipitations est de 1 029 mm, avec 6,4 jours de précipitations en janvier et 4,4 jours en juillet. Pour la période 1991-2020, la température moyenne annuelle observée sur la station météorologique de Météo-France la plus proche, « Le Mas », sur la commune du Mas à 8 km à vol d'oiseau, est de 9,1 °C et le cumul annuel moyen de précipitations est de 1 236,8 mm. 
La température maximale relevée sur cette station est de 32,5 °C, atteinte le 28 juin 2019 ; la température minimale est de −13,5 °C, atteinte le 14 février 2009,,.
Les paramètres climatiques de la commune ont été estimés pour le milieu du siècle (2041-2070) selon différents scénarios d'émission de gaz à effet de serre à partir des nouvelles projections climatiques de référence DRIAS-2020. Ils sont consultables sur un site dédié publié par Météo-France en novembre 2022.

### Environnement
La commune compte 975 ha de bois et forêts, soit plus de la moitié de sa superficie.

### Voies de communications et transports

#### Voies routières

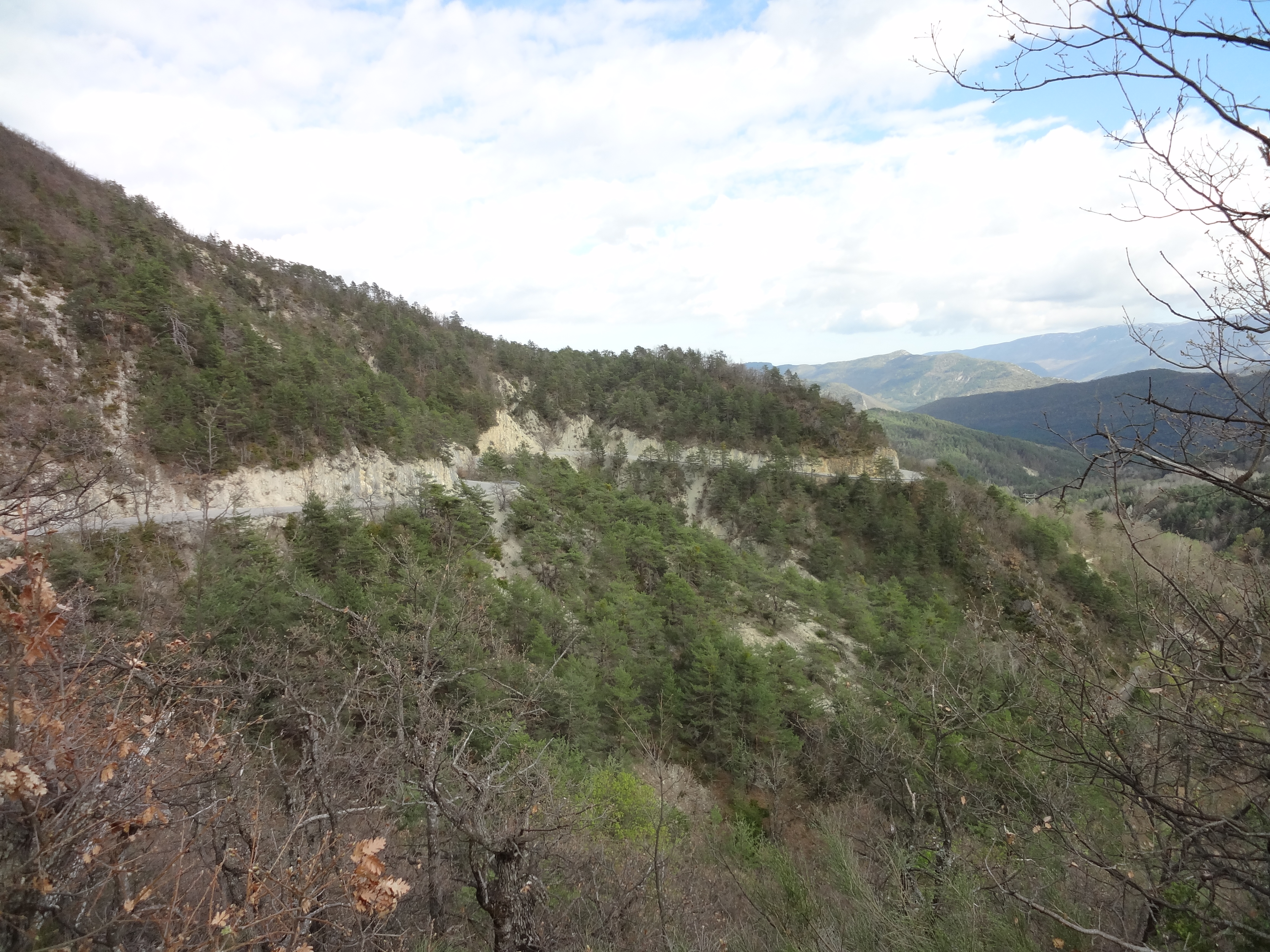
La route départementale RD 10 à flanc de montagne.

La commune est desservie par la route départementale RD 10.

#### Transports en commun
- Transports à la demande[15],[16].
- Gares ferroviaires les plus proches par le Train des Pignes : Chemins de fer de Provence[17] de Nice à Digne.

### Risques naturels et technologiques
La commune de La Rochette est également exposée à trois risques naturels :
- feu de forêt,
- inondation,
- mouvement de terrain : quelques versants de la commune sont concernés par un aléa moyen à fort[19].

La commune de La Rochette n’est exposée à aucun des risques d’origine technologique recensés par la préfecture.
Le plan de prévention des risques naturels prévisibles (PPR) de la commune a été approuvé en 2006 pour les risques d’inondation, de mouvement de terrain et de séisme et le Dicrim n’existe pas.
La commune a été l’objet de plusieurs arrêtés de catastrophe naturelle : en 1984 pour un tremblement de terre, pour des inondations, des glissements de terrain et des coulées de boue en 1994. Le tremblement de terre le plus fortement ressenti dans la commune est celui du 23 février 1887, dont l’épicentre était situé à Bussana Vecchia, en Italie. Il a été ressenti à La Rochette avec une intensité macro-sismique de VII sur l’échelle MSK (lézardes et chutes de cheminée),.

### Sismicité
Aucune des 200 communes du département n'est en zone de risque sismique nul. Le canton d'Entrevaux auquel appartient La Rochette est en zone 2 (sismicité moyenne) selon la classification déterministe de 1991, basée sur les séismes historiques, et en zone 4 (risque moyen) selon la classification probabiliste EC8 de 2011.

## Toponymie
Le nom du village, tel qu’il apparaît la première fois vers 1200 (las Roquetas), est interprété comme dérivant du nord-provençal roucheto, désignant une petite fortification.

## Histoire
Datant peut-être de l’âge du fer, un site fortifié contrôlant l'accès au col de Rigaudon (1 283 m) a été découvert en 1986 : il occupe une superficie de 300 m2. Il est défendu par un mur allant jusqu’à 4 m d’épaisseur, et par la barre rocheuse au sud.

### Moyen Âge et Ancien Régime

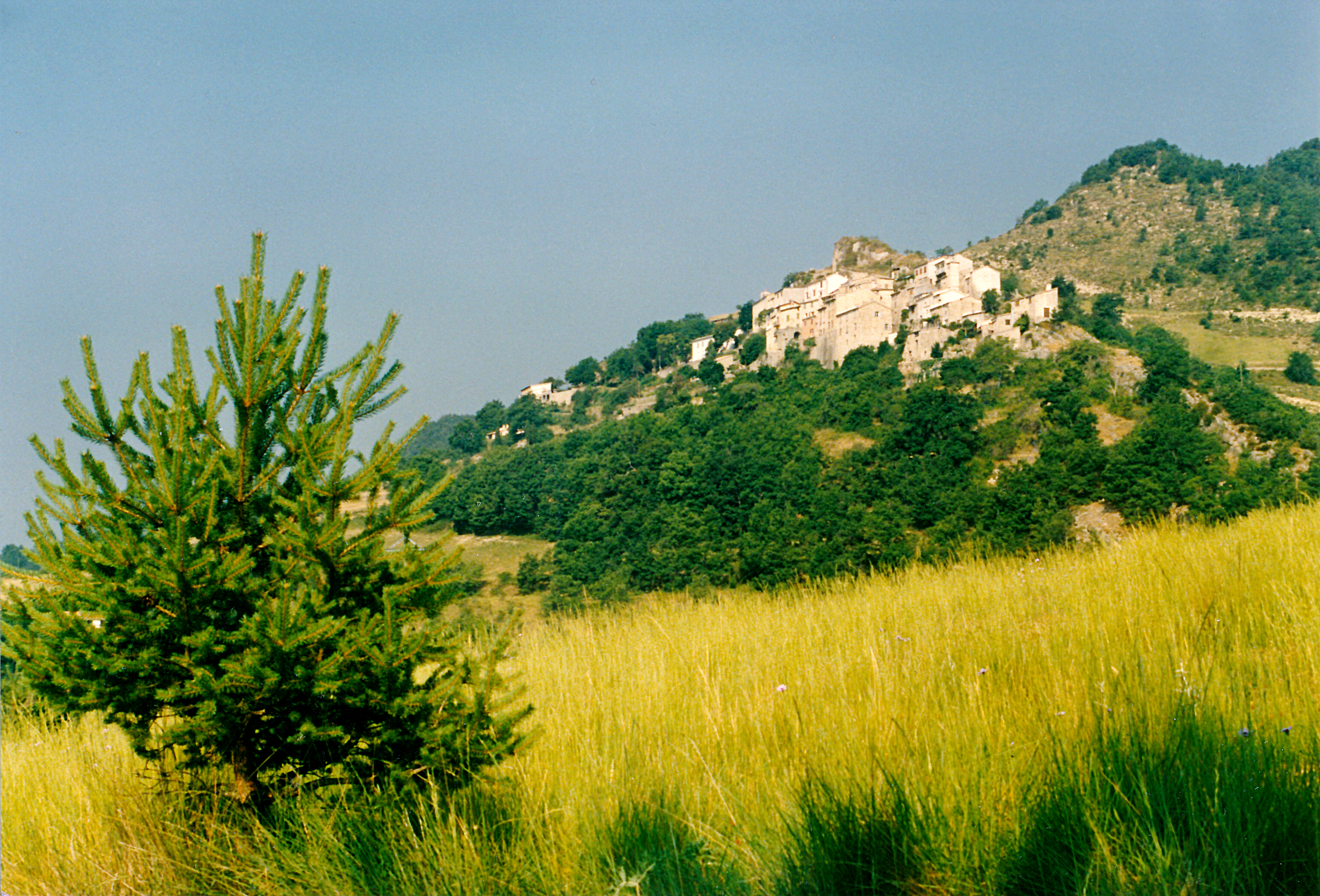
Le village sur son arête rocheuse.

Saint-Saturnin, qui était un fief distinct, était l’objet d’un pèlerinage.
La Rochette était parfois appelée La Rochette-Chanan ; le Val de Chanan, aujourd'hui divisé par les limites départementales des Alpes Maritimes et des Alpes de Haute-Provence, faisait autrefois partie du comté de Provence. Jusqu’en 1245, la communauté de La Rochette relevait de la baillie d’Outre-Siagne, circonscription administrative du comté de Provence. Celle-ci est ensuite démembrée en plusieurs circonscriptions plus petites, et après une période de stabilisation, on sait qu’en 1264 La Rochette faisait partie de la viguerie de Puget-Théniers. C’est également aux XIIe et XIIIe siècles qu’une importante donation permet à l’abbaye de Lérins d’établir un prieuré, le prieuré Saint-Saturnin. L’abbaye Saint-Victor de Marseille possédait aussi un prieuré à La Rochette.
En 1388, le comte de Savoie décide de s'approprier le comté de Nice, le val de Chanan devint alors une zone frontalière, ravagée par les incendies et les rafles consécutives à cette invasion. Le château d’Ascros, pris par le comte de Savoie, avait à sa merci les villages de La Penne, Saint-Antonin et Cuebris, car le château de Briançonnet, première défense du comté de Provence, ne pouvait les secourir en cas d'attaque. C'est pourquoi La Rochette devint une place forte et par la suite le village le plus peuplé du Chanan. Les seigneurs de La Rochette sont les Glandevès du XIIIe au XVe siècle, puis les Villeneuve au XVe siècle, les d’Arquier au XVIIe siècle et enfin les Rasque au XVIIIe siècle.
En 1715, l’abbaye de Lérins cède ses deux prieurés Saint-Martin et Saint-Saturnin à l’archidiacre de Glandèves, qui perçoit donc les redevances liées à ces deux prieurés. À la fin de l’Ancien Régime, La Rochette relevait de la viguerie d’Annot.

### Révolution française
En 1791, le prieuré Saint-Saturnin, en ruines, et son domaine sont vendus comme biens nationaux.
Durant la Révolution, la commune compte une société patriotique, créée après la fin de 1792.

### Époque contemporaine

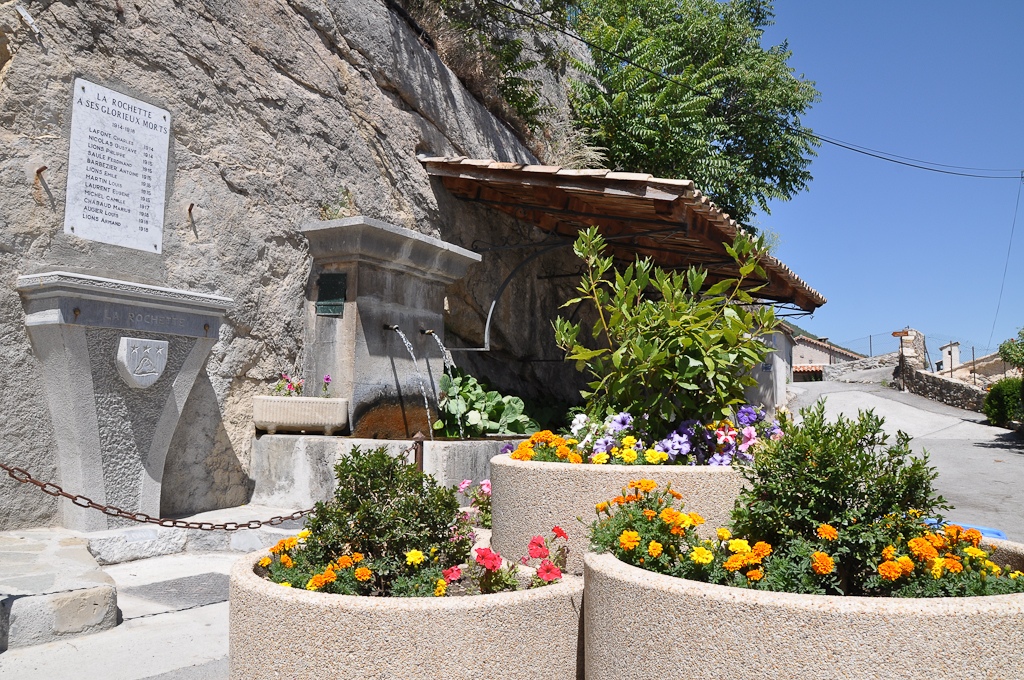
Monument aux morts à La Rochette

La Révolution et l’Empire apportent nombre d’améliorations, dont une imposition foncière égale pour tous, et proportionnelle à la valeur des biens de chacun. Afin de la mettre en place sur des bases précises, la levée d’un cadastre est décidée. La loi de finances du 15 septembre 1807 précise ses modalités. Dès 1818, le cadastre dit napoléonien de La Rochette est achevé.
Comme de nombreuses communes du département, La Rochette se dote d’écoles bien avant les lois Jules Ferry : en 1863, elle possède déjà son école dispensant une instruction primaire aux garçons, au village chef-lieu. Aucune instruction n’est donnée aux filles : ni la loi Falloux (1851), qui impose l’ouverture d’une école de filles aux communes de plus de 800 habitants, ni la première loi Duruy (1867), qui abaisse ce seuil à 500 habitants, ne concerne la commune. Si la municipalité profite de la deuxième loi Duruy (1877) pour rénover son école, ce n’est qu’avec les lois Ferry que les filles de La Rochette sont scolarisées.
Le château est démoli en 1927.
Pendant la Seconde Guerre mondiale, la 19e compagnie de travailleurs étrangers, internant et soumettant au travail forcé des étrangers jugés indésirables par la Troisième République et par Vichy, est établie à La Rochette.

### Héraldique
| Blason de Rochette (La) | Blason  | De gueules à un rocher d'argent, surmonté de trois étoiles d'or rangées en chef,. |
| Blason de Rochette (La) | Détails | Armes parlantes. Le statut officiel du blason reste à déterminer.                 |

Les trois étoiles jaunes représentent le chef, car La Rochette était le chef-lieu du val de Chanan. Le rocher représente l'endroit autour duquel le village a été construit. Les rayures noires et rouges représentent l'appartenance du village au comté de Provence.

## Politique et administration

### Liste des maires
| Période                                  | Période                    | Identité                | Étiquette | Qualité |
| ---------------------------------------- | -------------------------- | ----------------------- | --------- | ------- |
| An 8                                     | An 10                      | François Michel Isnard  |           |         |
| An 10                                    | Janvier 1813               | Joseph Marie Authier    |           |         |
| janvier 1813                             | 1816                       | François Drogoul        |           |         |
| 1816                                     | 1821                       | Antoine Igin Roubaud    |           |         |
| 1821                                     | 1835                       | Joseph Roubaud          |           |         |
| 1835                                     | 1837                       | Honoré Garnier          |           |         |
| 1837                                     | 1840                       | Joseph Roubaud          |           |         |
| 1840                                     | 1843                       | Zacharie Olivier        |           |         |
| 1843                                     | 1847                       | Joseph Roubaud          |           |         |
| 1847                                     | 1848                       | Jean Baptiste Reybaud   |           |         |
| 1848                                     | 1852                       | François Michel Drogoul |           |         |
| 1852                                     | 1870                       | Marius Garnier          |           |         |
| 1870                                     | 1876                       | Magloire Daumas         |           |         |
| 1876                                     | 1881                       | François Guerin         |           |         |
| 1881                                     | 1884                       | Léopold Donadey         |           |         |
| 1884                                     | 1888                       | Magloire Daumas         |           |         |
| 1888                                     | 1892                       | Eugène Bougarel         |           |         |
| 1892                                     | 1896                       | Louis Daumas            |           |         |
| 1896                                     | 1900                       | Magloire Augier         |           |         |
| 1900                                     | 1901                       | François Guerin         |           |         |
| 1901                                     | 1904                       | Marius Chabaus          |           |         |
| 1904                                     | 1906                       | Louis Daumas            |           |         |
| 1906                                     | 1909                       | Magloire Daumas         |           |         |
| 1909                                     | 1919                       | Bienvenu Garnier        |           |         |
| 1919                                     | 1937                       | François Drogoul        |           |         |
| 1937                                     | 1942                       | Baptistin Donadey       |           |         |
| 1945                                     | 1953                       | Jules Brun              |           |         |
| 1953                                     | 1983                       | Adrien Meiffret         |           |         |
| 1983                                     | En cours (au 10 août 2025) | Claude Drogoul,         |           |         |
| Les données manquantes sont à compléter. |                            |                         |           |         |

### Budget et fiscalité 2019
En 2019, le budget de la commune était constitué ainsi :
- total des produits de fonctionnement : 109 000 €, soit 1 590 € par habitant ;
- total des charges de fonctionnement : 70 000 €, soit 1 036 € par habitant ;
- total des ressources d’investissement : 179 000 €, soit 2 637 € par habitant ;
- total des emplois d’investissement : 243 000 €, soit 3 578 € par habitant.
- endettement : 149 000 €, soit 2 186 € par habitant.

Avec les taux de fiscalité suivants :
- taxe d’habitation : 10,11 % ;
- taxe foncière sur les propriétés bâties : 13,83 % ;
- taxe foncière sur les propriétés non bâties : 55,30 % ;
- taxe additionnelle à la taxe foncière sur les propriétés non bâties : 0,00 % ;
- cotisation foncière des entreprises : 0,00 %.

Chiffres clés Revenus et pauvreté des ménages en 2017.

### Intercommunalité
La Rochette fait partie: 
- de 2008 à 2016 de la communauté de communes du Pays d'Entrevaux[46] ;
- à partir du 1er janvier 2017, de la communauté de communes Alpes Provence Verdon.

### Typologie
Au 1er janvier 2024, La Rochette est catégorisée commune rurale à habitat très dispersé, selon la nouvelle grille communale de densité à 7 niveaux définie par l'Insee en 2022.
Elle est située hors unité urbaine. Par ailleurs la commune fait partie de l'aire d'attraction de Nice, dont elle est une commune de la couronne,. Cette aire, qui regroupe 100 communes, est catégorisée dans les aires de 200 000 à moins de 700 000 habitants,.

## Démographie
En 2022, La Rochette comptait 72 habitants. À partir du XXIe siècle, les recensements réels des communes de moins de 10 000 habitants ont lieu tous les cinq ans (2004, 2009, 2014, etc. pour La Rochette). Depuis 2004, les autres chiffres sont des estimations.
| 1471    | 1765 | 1793 | 1800 | 1806 | 1821 | 1831 | 1836 | 1841 | 1846 |
| ------- | ---- | ---- | ---- | ---- | ---- | ---- | ---- | ---- | ---- |
| 34 feux | 285  | 345  | 285  | 380  | 390  | 365  | 355  | 396  | 407  |

| 1851 | 1856 | 1861 | 1866 | 1872 | 1876 | 1881 | 1886 | 1891 | 1896 |
| ---- | ---- | ---- | ---- | ---- | ---- | ---- | ---- | ---- | ---- |
| 427  | 392  | 338  | 340  | 323  | 310  | 282  | 286  | 276  | 272  |

| 1901 | 1906 | 1911 | 1921 | 1926 | 1931 | 1936 | 1946 | 1954 | 1962 |
| ---- | ---- | ---- | ---- | ---- | ---- | ---- | ---- | ---- | ---- |
| 259  | 258  | 241  | 190  | 168  | 165  | 144  | 135  | 112  | 90   |

| 1968 | 1975 | 1982 | 1990 | 1999 | 2004 | 2009 | 2022 | - | - |
| ---- | ---- | ---- | ---- | ---- | ---- | ---- | ---- | - | - |
| 74   | 66   | 41   | 48   | 53   | 54   | 58   | 72   | - | - |

L’histoire démographique de La Rochette est marquée par une période d’« étale » où la population reste relativement stable à un niveau élevé. Cette période dure de 1821 à 1856. L’exode rural provoque ensuite un mouvement de baisse de la population rapide et de longue durée. En 1921, la commune enregistre la perte de plus de la moitié de sa population par rapport au maximum historique de 1851. Le mouvement de baisse continue jusqu'aux années 1980. Depuis, la population se stabilise entre 50 et 60 habitants plus que doublé.

## Économie

### Agriculture

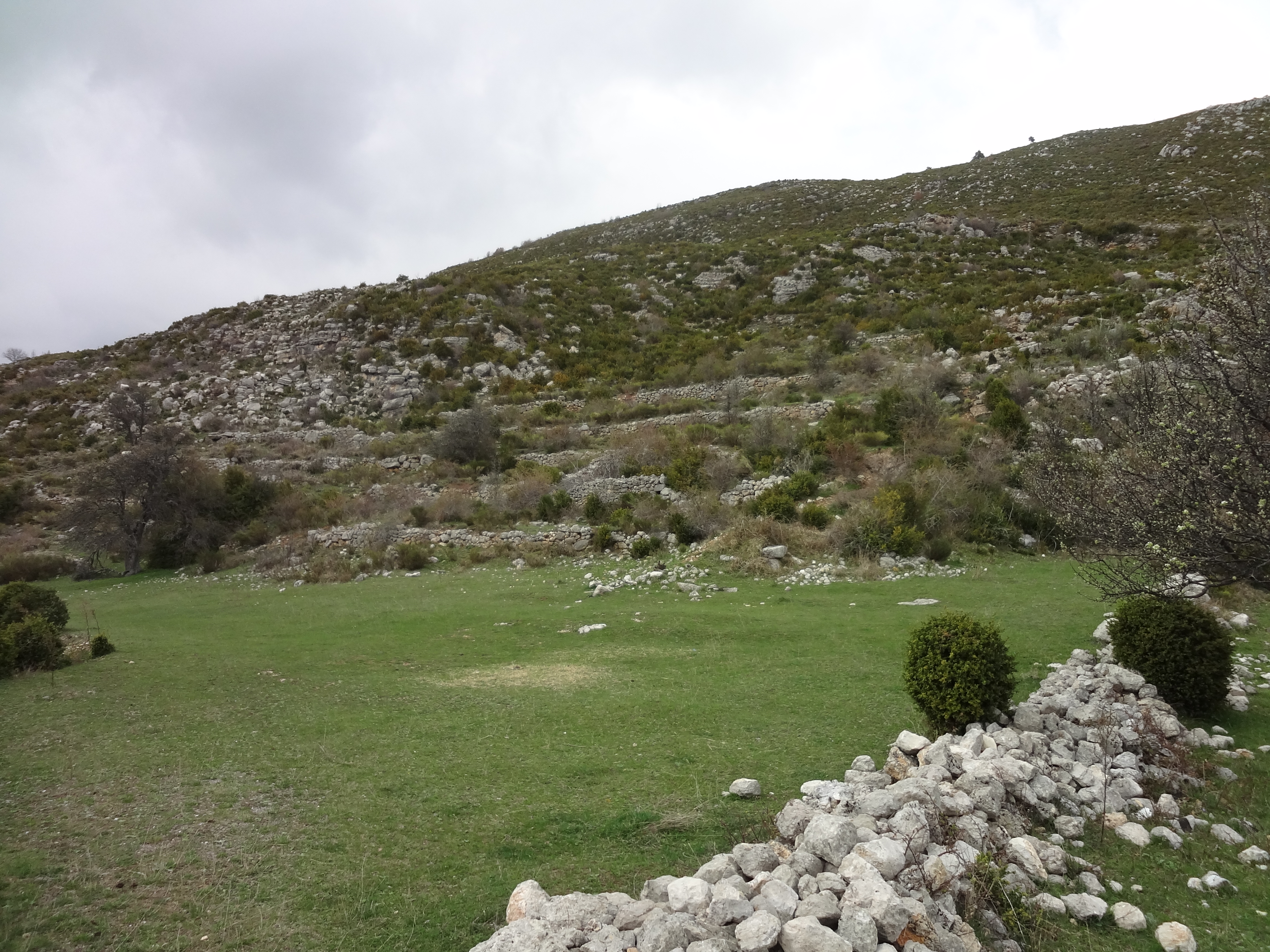
L’ancien mode d’exploitation en terrasses des versants aujourd’hui abandonné.

L’ancien mode d’exploitation en terrasses est aujourd’hui abandonné.

### Commerces
Outre le bar-tabac ouvert sur la commune, plusieurs tournées de boulanger, boucher et épicier passent au village.

### Tourisme
- Gîtes ruraux[58].
- Sentiers de randonnées.

## Lieux et monuments
Le château fort, en très mauvais état, a dû être abattu en 1927. Il n’en reste que les fondations.
L’église paroissiale Notre-Dame-des-Parans possède un campanile. 
Dans son mobilier, se trouvent :
- une statue de la Vierge en bois doré du XVIe siècle[59];
- buste de saint Saturnin, XVIIe siècle selon Raymond Collier[60],[61], plus jeune d’un siècle selon la DRAC, qui l’a classée monument historique au titre objet[62];
- un tableau du XVIIe siècle représente saint Saturnin et saint Martin, avec le donateur, Jean Saqui (peint en 1626, classé monument historique)[63],[64] ;
- un autre tableau de la même époque représente deux évêques accompagnant saint Jean Baptiste[63] ;

Chapelles de La Rochette.
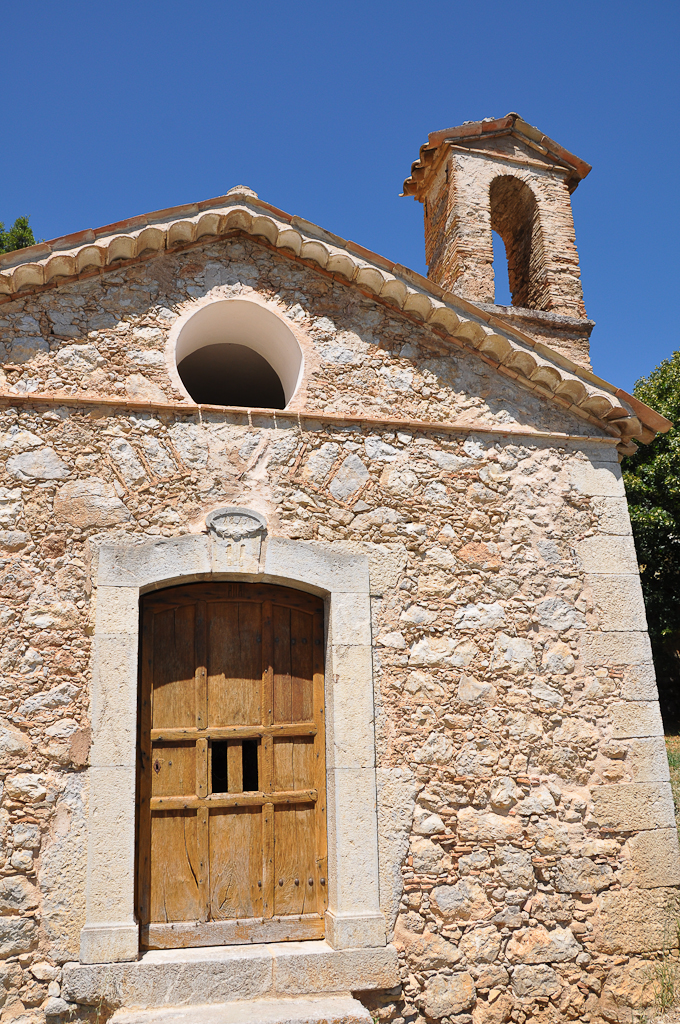
Chapelle privée du hameau d’Avenos.
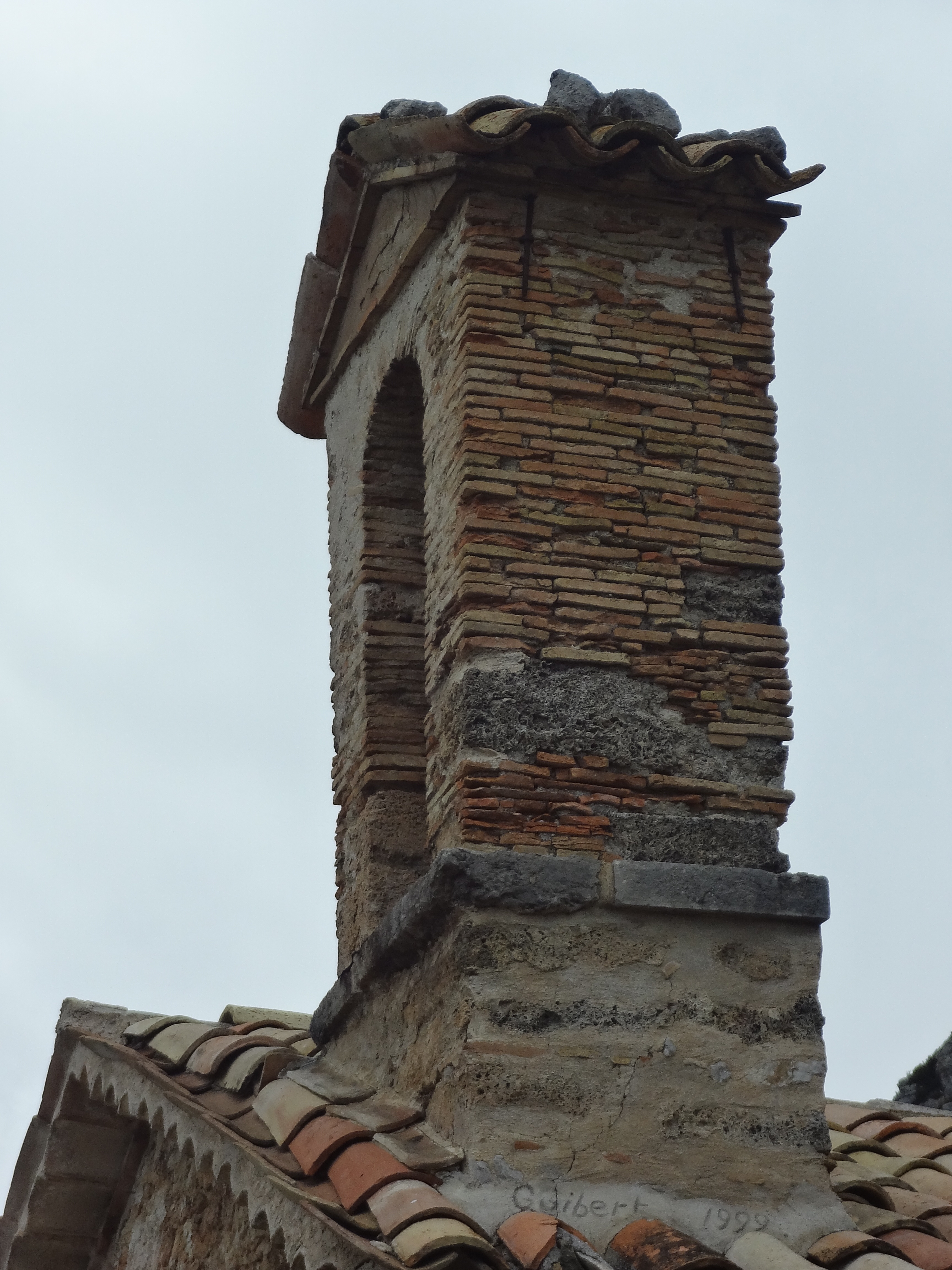
Chapelle d’Avenos, détail du clocher.
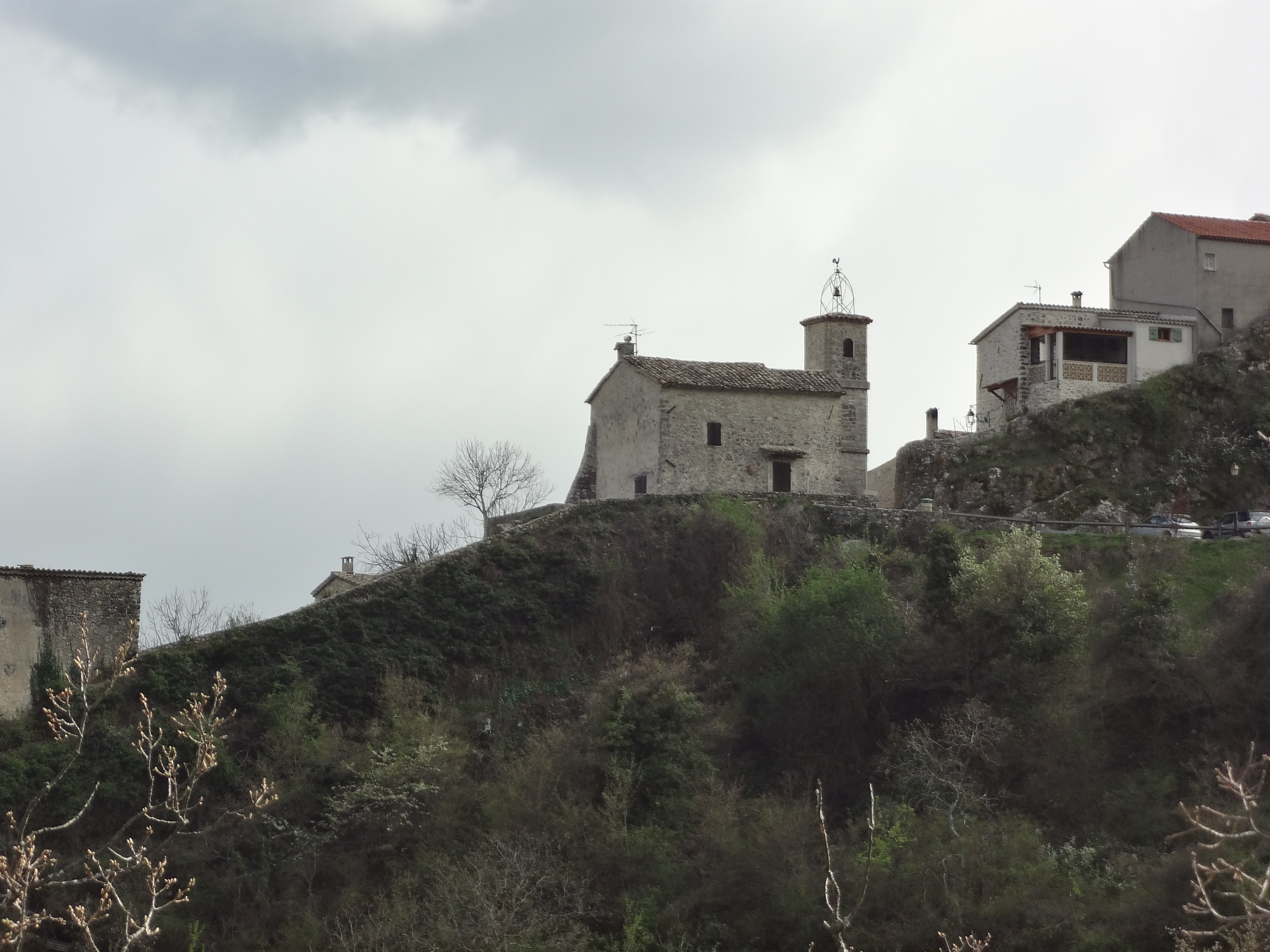
Chapelle du village.
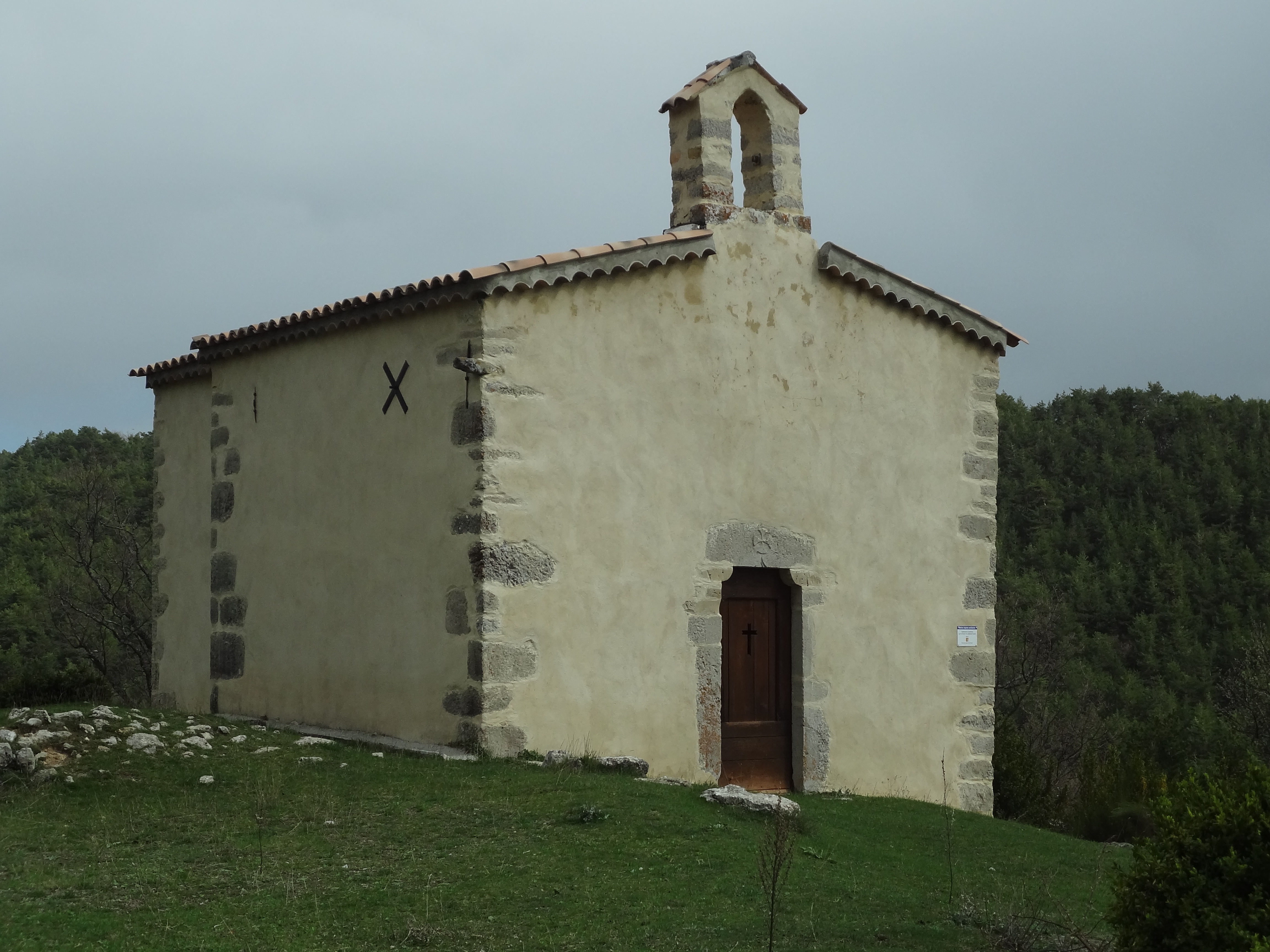
Chapelle Saint-Saturnin.

La chapelle du prieuré Saint-Saturnin date du XIIe siècle. Située au désert sous la montagne de Gourdan, plusieurs fois réparée, elle menaçait ruine à la fin du XXe siècle et a été restaurée en 1999.
La chapelle d’Avenos est une chapelle privée ; elle porte la date de 1815 sur la clef de voûte de son portail. La restauration du clos et couvert incluant la restitution de la voûte, a été réalisée en 1999 dans le cadre d'un chantier école de formation intégrant des stagiaires du « Centre européen de formation PARTIR (Patrimoine Architectural Rural, Techniques d'Identification et de Restauration) » - École d'architecture de Paris-La Villette, dont un agent de l'Office national des forêts (O.N.F.) en formation. Une seconde tranche de travaux, portant sur les intérieurs et quelques travaux d'entretien sur la toiture, a reçu le soutien de la Fondation du patrimoine,.
Monument aux morts: Le village ne s'est doté d'un monument aux morts qu'en 2006 : une stèle adossée au rocher près de l'entrée du tunnel.

Monument aux morts.
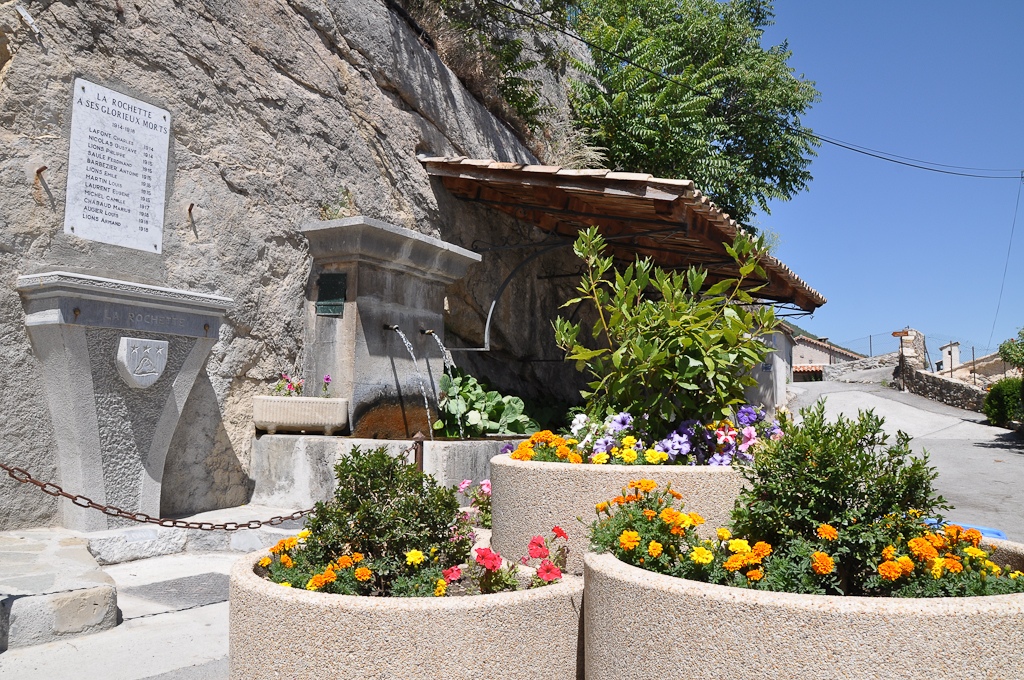
Monument aux morts et fontaine